# Kaori Matsumoto
Kaori Matsumoto (松本 薫 Matsumoto Kaori?, n. 11 septembrie 1987, Kanazawa, Japonia) este o judoka japoneză.
A început să practice judoul la vârsta de 6 ani.
La Campionatele Mondiale de judo din 2010 de la Tokio a câștigat medalia de aur la categoria -57 kg.
La Jocurile Olimpice de vară din 2012 de la Londra a câștigat medalia de aur la categoria -57 kg.